# Göran Tunström
Tage Göran Tunström (født 14. maj 1937, død 5. februar 2000) var en svensk forfatter.

## Liv og karriere
Göran Tunström voksede op i byen Sunne i Värmland, hvor hans far var præst. Hans far døde, da Tunström var 12 år gammel, og familien flyttede derefter fra præstegården til et mindre hus. Tabet af sin far blev et centralt tema i Tunströms forfatterskab.
I 1950'erne boede han i en periode på den græske ø Hydra og blev gode venner med blandt andre digteren Leonard Cohen og den norske forfatter Axel Buchardt Jensen. Jensen fortalte ifølge Cohen, at den mørkhårede digter Lorenzo i Jensens roman Joacim (1961) er baseret på Tunström, såvel som på Cohen selv.
I 1984 blev Göran Tunström tildelt Nordisk Råds Litteraturpris for romanen Juloratoriet. Bogen blev filmatiseret i 1996 og har blandt andre Peter Haber, Lena Endre og Johan Widerberg på rollelisten. Filmen er instrueret af Kjell-Åke Andersson.

## Privatliv
Tunström var gift med kunstneren Lena Cronqvist, som han fik sønnen Linus med. Han ligger begravet på kirkegården i Sunne.